# Зоопарк
Зоопарк или зоологическа градина е място, където представители на диви животински видове са държани в плен и могат да бъдат наблюдавани от посетители. Названието идва от гръцката дума „зоо“ (Ζωο), означаваща „животно“.

## Функции
В днешно време сериозните зоологически градини имат цели и отвъд чистото предоставяне на атракция и забавление за публиката. Те развиват образователни и изследователски проекти, както и програми, свързани със запазване на разнообразието на живота на Земята, като например размножаване на застрашени от изчезване видове.

## Контактна зоологическа градина
В много зоопаркове са обособени т.нар. контактни зони, където всички желаещи могат да видят отблизо, да докоснат и дори да хранят животни, които не са опасни за хората. Най-честите представители на фауната в контактните зони са малки птици, козички, зайчета, мини прасета и др. Освен по-близък досег до природата, целта е и образоване на посетителите, тъй като много често в желанието си да привлекат вниманието на животните, им предлагат неподходяща или вредна храна.

## История
Предшественик на зоологическата градина е менажерията, съществуваща още от Средновековието. Първата зоологическа градина, която има научни и образователни цели и е отворена за публични посещения е Ménagerie du Jardin des Plantes в Париж, създадена през 1794 година.

## Финансиране
Зоопаркове има в много от големите градове по света и в зависимост от размера и качеството си някои от тях са значими туристически атракции. Въпреки това значителна част оперират на загуба и разчитат на публично финансиране, дарения и други приходи, различни от таксите, събирани от посетители. Например Зоопарк София има програма за „осиновяване“, чрез която частни лица или институции могат да поемат издръжката на дадено животно, получавайки в замяна възможност да се рекламират на неговата територия.